# عمرو فهيم
عمرو طلعت فهيم السيد (مواليد 4 أكتوبر 1976) لاعب كرة قدم مصري سابق في مركزي الظهير وقلب الدفاع ،قام بعمل المدرب العام بناشئي إنبي تحت 17 عام، ويعمل حاليًا كمدرب عام بالنادي الإسماعيلي.

## مسيرته الدولية
في 10 نوفمبر 2001 شارك اللاعب في أول مباراة له مع المنتخب الوطني في بطولة نيلسون مانديلا الدولية ضد المنتخب الجنوب أفريقي  ، وشارك معه أيضًا في بطولة كأس الأمم الأفريقية 2002 في مالي.

## الألقاب والإنجازات

### الزمالك
- الدوري المصري الممتاز: 2000–2001
- كأس مصر: 1998–1999
- كأس الكؤوس الأفريقية: 2000

### الإسماعيلي
- الدوري المصري الممتاز: 2001–2002

### إنبي
- كأس مصر: 2010–2011

### مصر
- كأس الأمم الأفريقية لكرة القدم: 1998 (احتياطي ولم يشارك)
- كأس رئيس وزراء البحرين: 2003 [2]

## روابط خارجية
- عمرو فهيم على موقع قاعدة بيانات كرة القدم.إي يو (الإنجليزية)
- عمرو فهيم على موقع ناشيونال فوتبول تيمز (الإنجليزية)
- Amr Fahim